# آماندا باکسر
آماندا باکسر (انگلیسی: Amanda Boxer؛ زادهٔ ۱۹۴۸) بازیگر تئاتر، سینما و تلویزیون اهل بریتانیا است. وی از سال ۱۹۶۹ میلادی تاکنون مشغول فعالیت بوده‌است. 
از فیلم‌ها یا مجموعه‌های تلویزیونی که وی در آن‌ها نقش داشته است، می‌توان به نجات سرباز رایان، کلئوپاتراها و فراطبیعی اشاره نمود.